# Cwikliwci Druhi
Cwikliwci Druhi (ukr. Цвіклівці Другі) – wieś na Ukrainie, w obwodzie chmielnickim, w rejonie kamienieckim.